# Virala blödarfebrar
Virala blödarfebrar, virala hemorragiska febrar, VHF eller bara blödarfebrar är en grupp av allvarliga sjukdomar som främst sprids i tropiska och subtropiska områden. Sjukdomarna karaktäriseras av rubbningar i blodets koagulationsförmåga. I mer extrema fall uppträder blödningar i kroppens inre organ, eller synligt hud och slemhinnor.
Blödarfebrarna orsakas av olika virus som inte alla är närbesläktade. Till gruppen räknas denguefeber, lassafeber, Rift Valley-feber, Krim-Kongo hemorragisk feber, gula febern, Marburgfeber och ebolafeber och andra sjukdomar orsakade av filovirus samt sjukdomar orsakade av hantavirus. Virala blödarfebrar är ovanliga i Europa, även om sorkfeber formellt hör till gruppen. Även afrikansk svinpest, som drabbar vildsvin och tamgrisar, leder till viral blödarfeber.